# Grande Passione
La Grande Passione  è una serie di dodici xilografie di Albrecht Dürer, databile al 1497-1510 e conservata, tra le migliori copie esistenti, nell'Albertina di Vienna.

## Storia
Stabilitosi a Norimberga, l'artista iniziò a dedicarsi in modo esclusivo alle incisioni, che potevano garantirgli buoni guadagni rispetto alla pittura. Verso il 1497 iniziò a pensare a un ambizioso progetto, per molti versi innovativo, preparando un'edizione illustrata della Passione di Cristo, a cui lavorò in contemporanea con l'Apocalisse e che venne pubblicata solo nel 1510. 
L'artista si occupò sia del disegno delle illustrazioni, che dell'intaglio delle matrici xilografiche e della stampa del testo. Come nell'Apocalisse, le illustrazioni erano a piena pagina, sul recto, seguite dal testo sul verso rappresentavano un sorta di doppia versione, in parole e in immagini del medesimo racconto, senza che il lettore dovesse comparare ciascuna illustrazione col passo corrispondente.
La Passione, detta "Grande" per distinguerla da un'altra serie del 1511, non riscosse un successo altrettanto eclatante come l'Apocalisse, sia per il contenuto meno sensazionale, privo di quel lato fantastico che attraeva il pubblico, sia perché il completamento della serie avvenne in ritardo, quando ormai circolavano già i primi fogli venduti come stampe isolate. Dürer avrebbe completato questa Grande Passione solo nel 1510 con un frontespizio e altre quattro scene, e l'avrebbe pubblicata in forma di libro con l'aggiunta del testo latino.

## Descrizione e stile
Le invenzioni iconografiche della Passione vennero recepite dagli artisti sia locali che stranieri: anche nello Spasimo di Sicilia di Raffaello si nota un'influenza.

Tra i fogli della prima fase spicca il Cristo che porta la croce, la composizione più matura. L'immagine del corteo che lascia la città e del Salvatore che crolla sotto il peso della croce, unisce due motivi derivati dalle incisioni in rame di Martin Schongauer, le cui forme tardogotiche vengono accentuate da Dürer; contemporaneamente, però, la costruzione anatomica del corpo muscoloso del lanzichenecco di destra è da ricondurre alle immagini dell'arte italiana che Dürer aveva conosciuto a Venezia. Le forme diverse di questi due mondi sono qui riprodotte in uno stile personale che non lascia percepire alcuna frattura.
1. Frontespizio (1510)
2. Ultima Cena (1510)

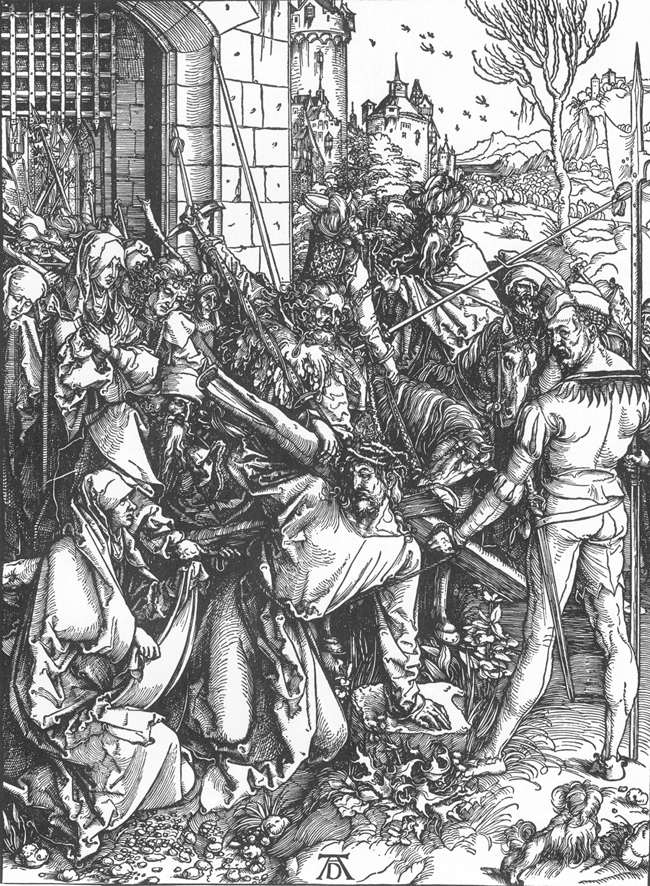
Trasporto della Croce

3. Cristo sul Monte degli Ulivi (1497 circa)
4. Cattura di Cristo (1510)
5. Flagellazione di Cristo (1497 circa)
6. Ecce Homo (1499 circa)
7. Cristo che porta la croce (1498)
8. Crocifissione (1498)
9. Compianto di Cristo (1497 circa)
10. Sepoltura di Cristo (1497 circa)
11. Cristo al Limbo (1510)
12. Risurrezione di Cristo (1510)

Mai prima d'allora la Passione di Cristo era stata rappresentata in modo più drammatico che in queste xilografie, singolarmente concepite con un forte contrasto di bianco e nero. Dürer diede corporeità alle figure con un sistema graduale di tratteggi paralleli, che era già da tempo usato nell'incisione su rame. Nello sviluppo delle storie si assiste ad un progressivo intensificarsi della sintesi, riuscendo a far coesistere la visionarietà degli eventi narrati con un rispetto delle leggi naturalistiche che conferiscono alle figure una monumentalità di stampo classico.

## Altre immagini

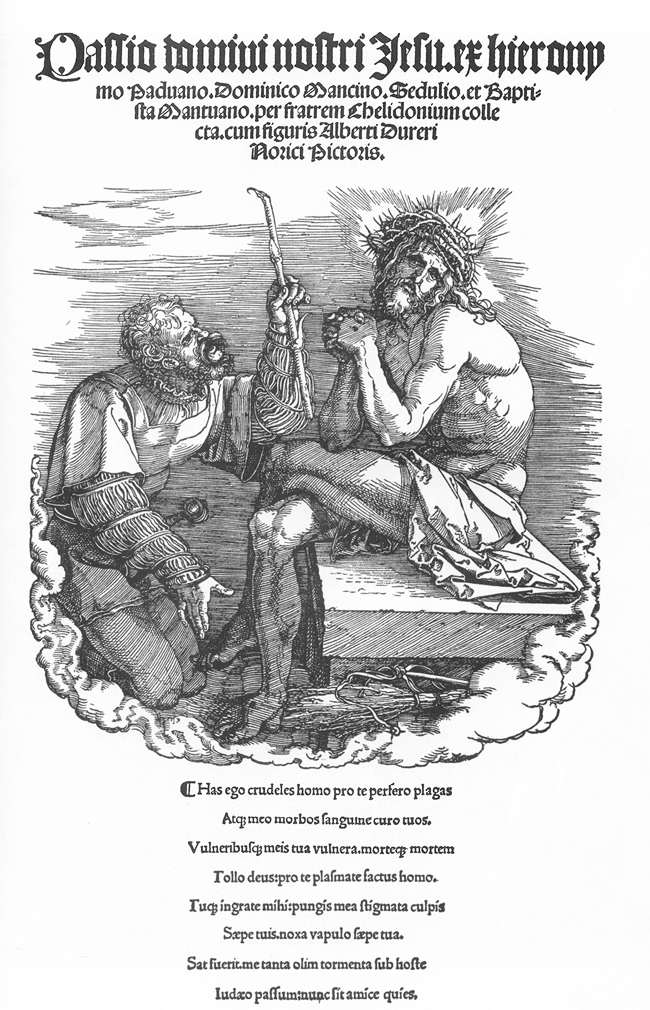
Frontespizio
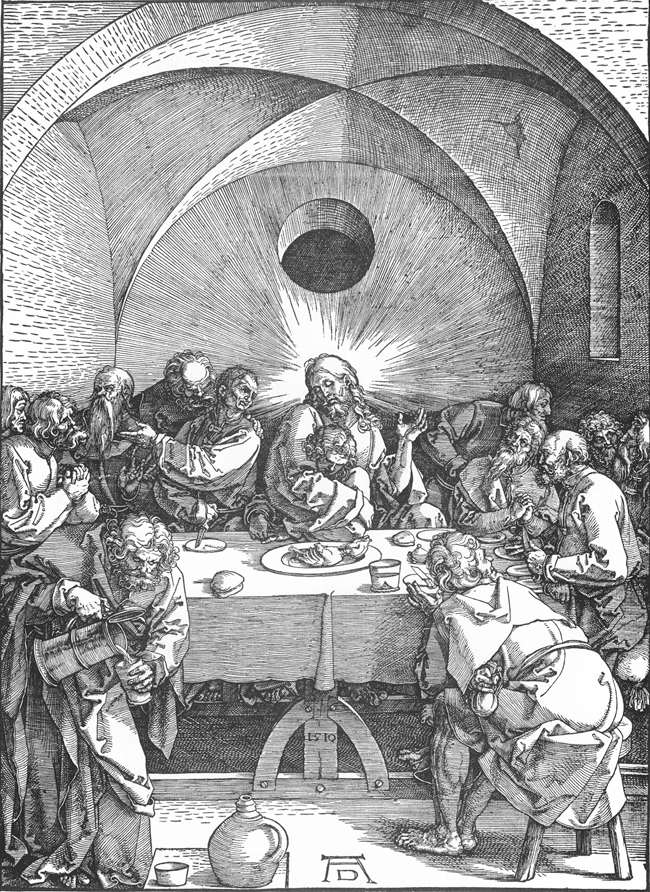
Ultima Cena
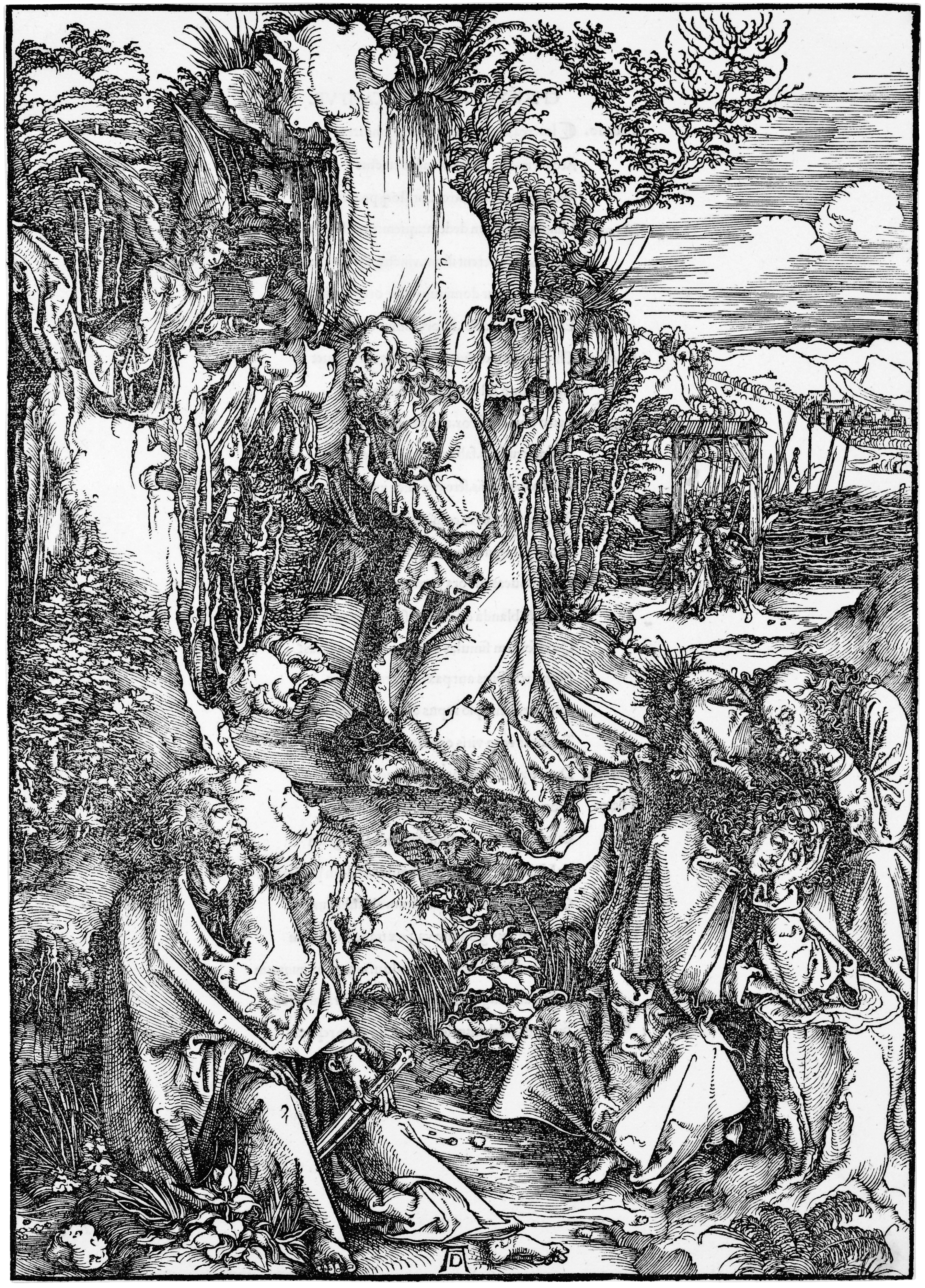
Cristo sul Monte degli Ulivi
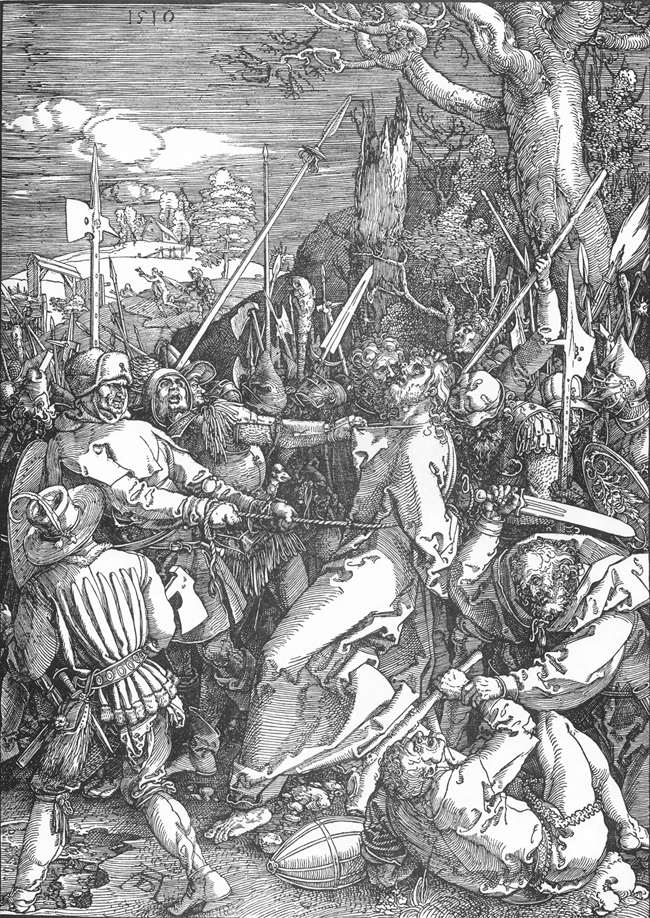
Cattura di Cristo
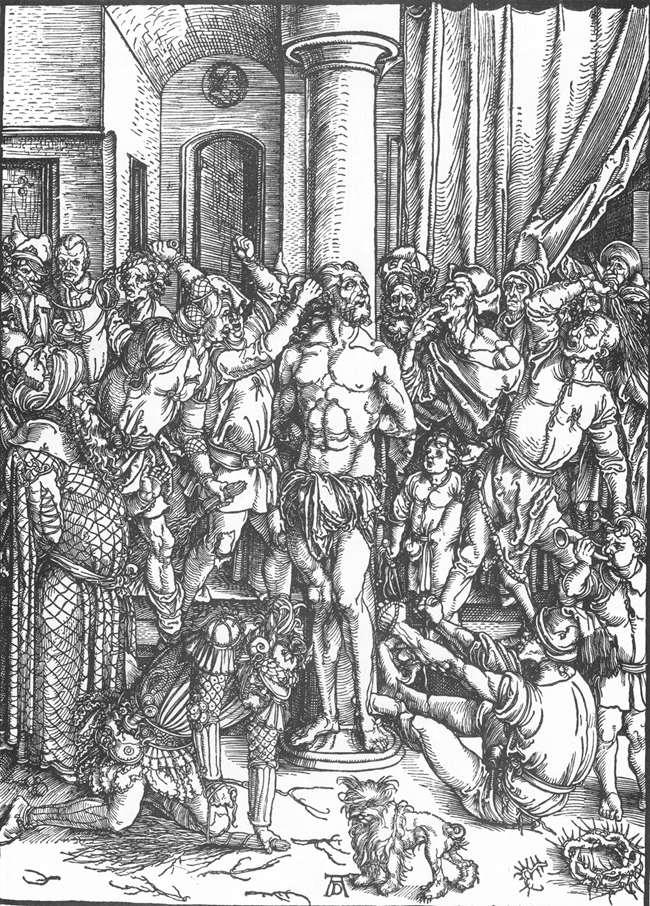
Flagellazione di Cristo
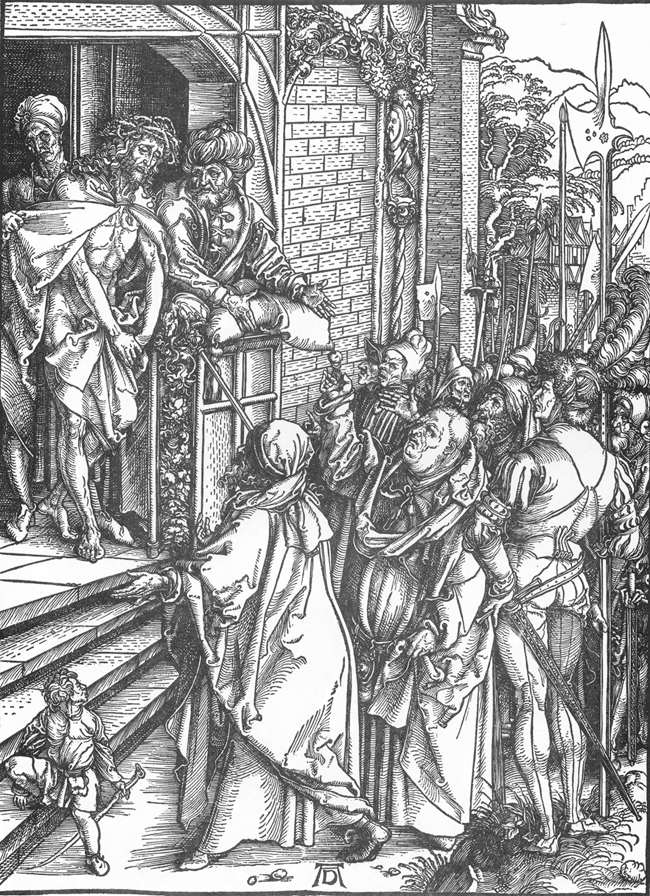
Ecce Homo
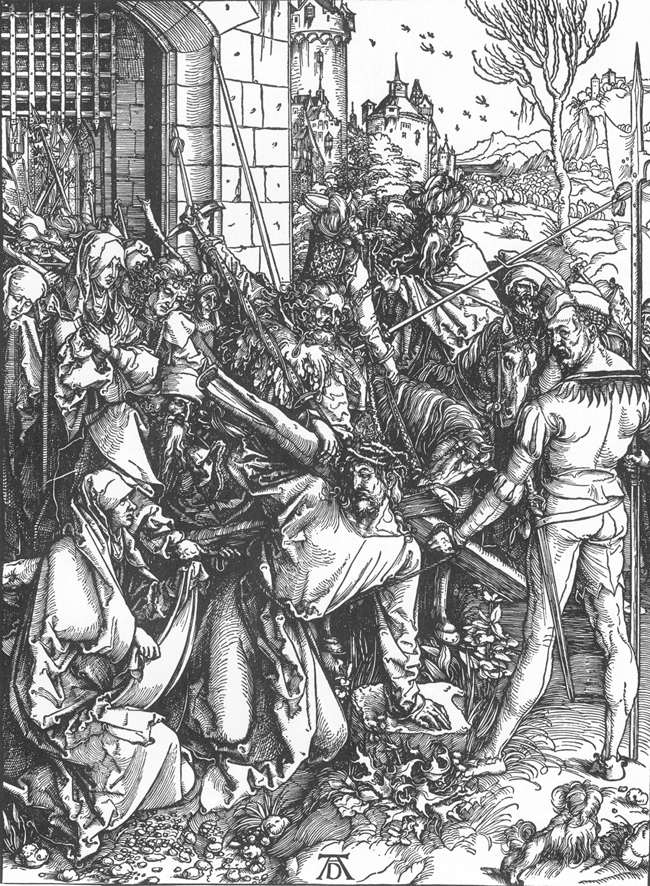
Cristo che porta la croce
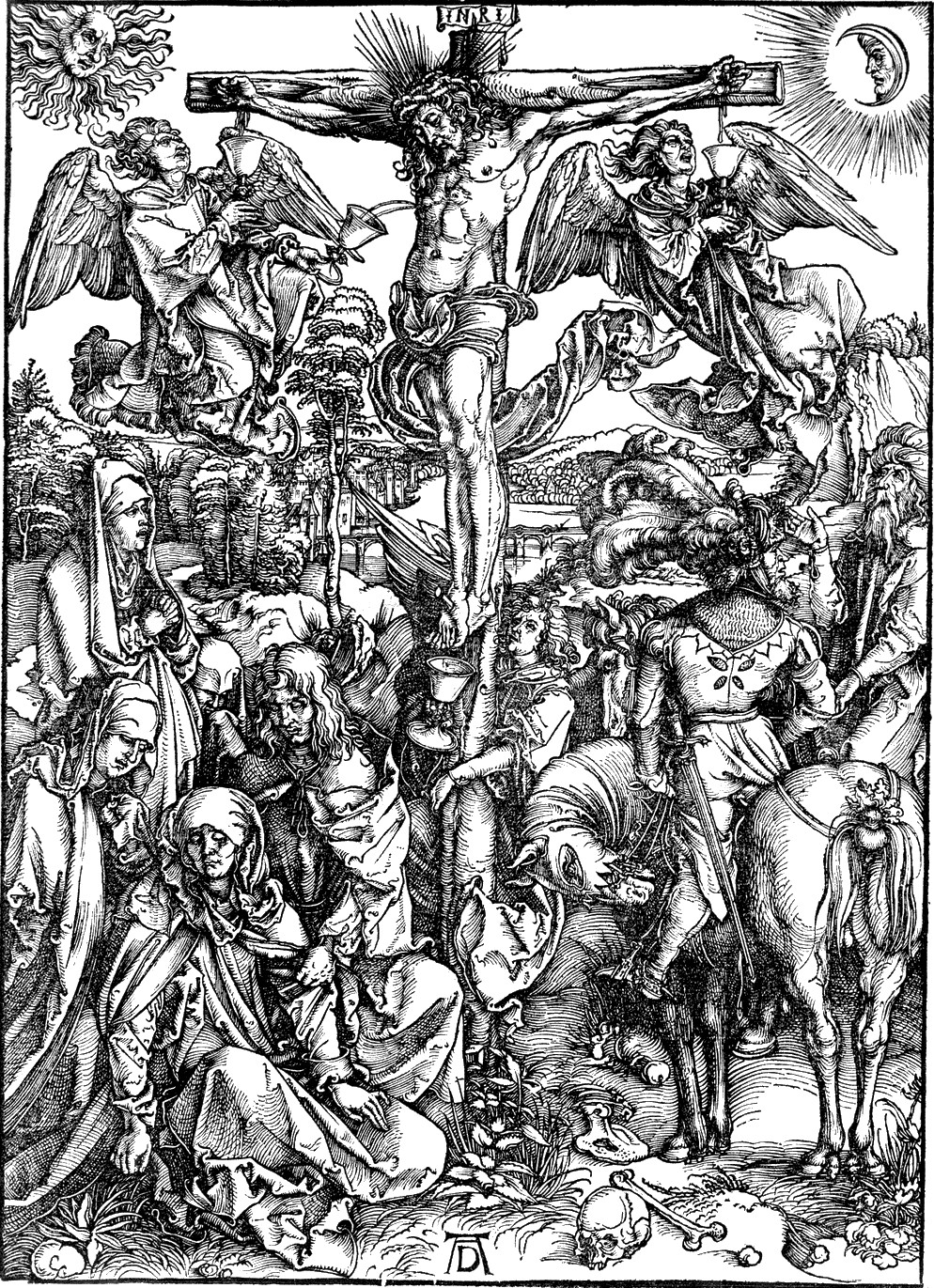
Crocifissione
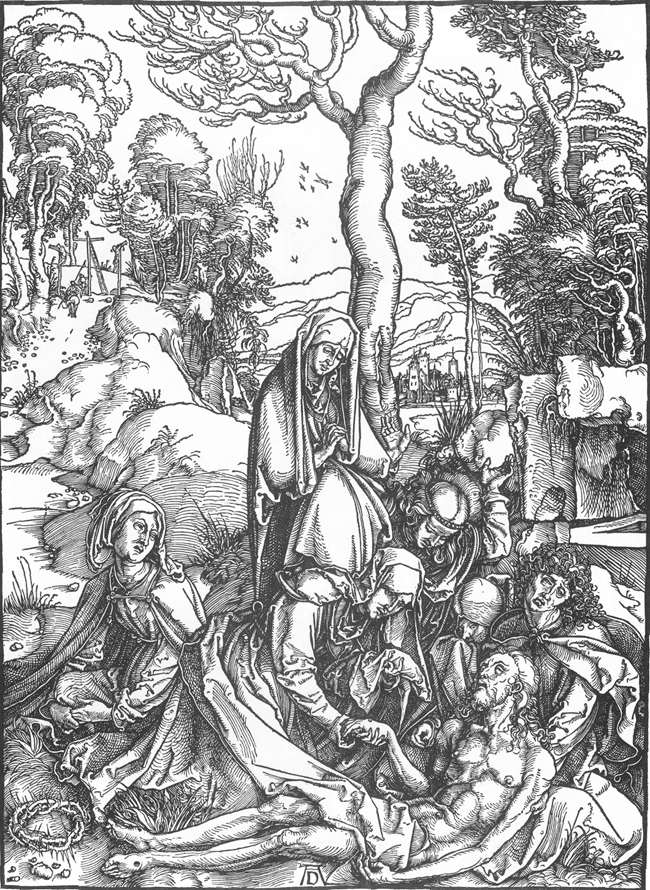
Compianto di Cristo
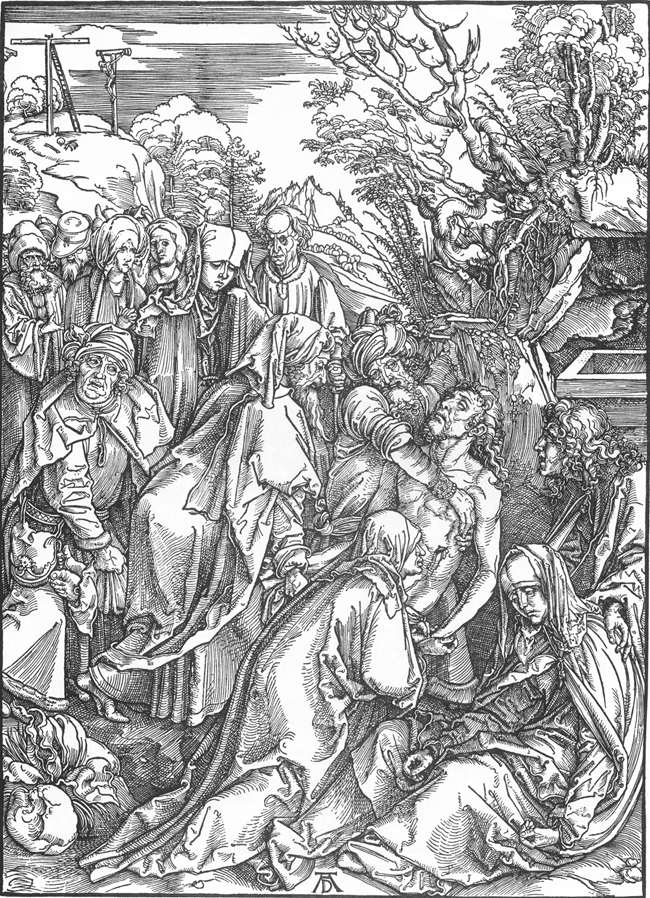
Sepoltura di Cristo
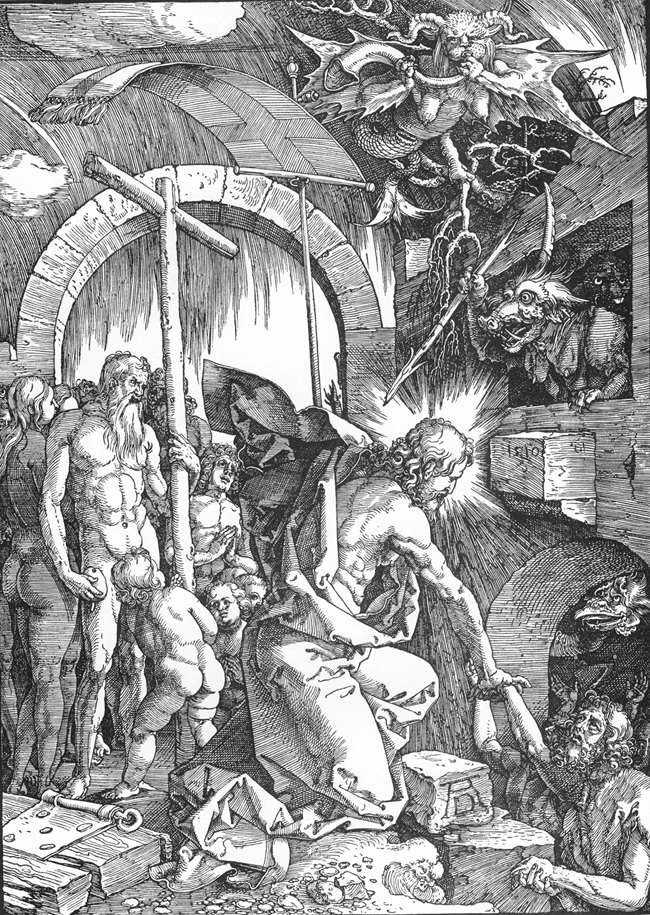
Cristo al Limbo
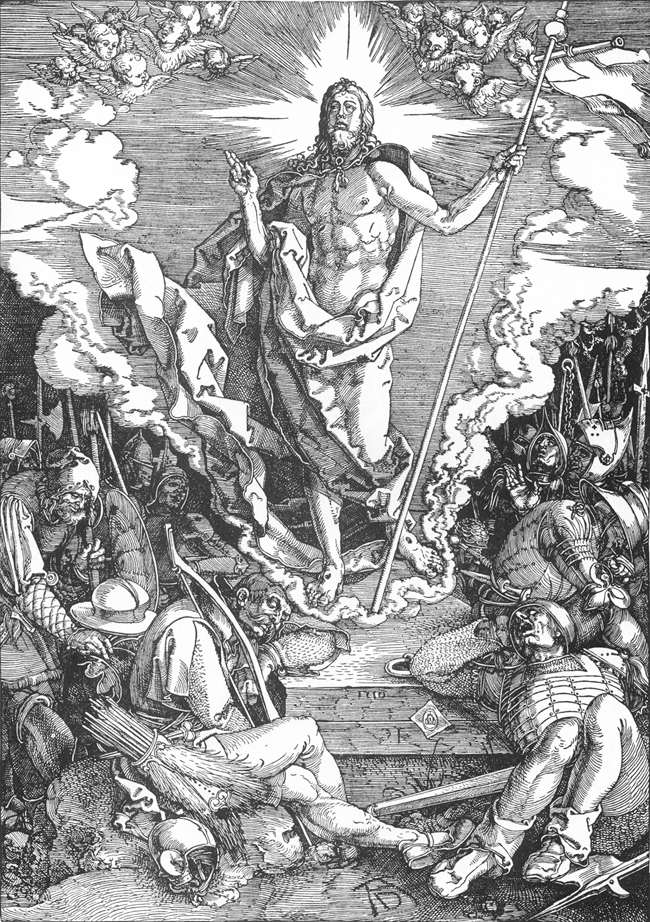
Risurrezione di Cristo